# Polaroides Urbanas
Polaroides Urbanas é um filme brasileiro de 2008, sendo uma comédia dirigida por Miguel Falabella e adaptado do espetáculo teatral Como encher um biquíni Selvagem, de autoria do próprio Falabella.

## Sinopse
O filme conta sobre uma jovem em conflito com a mãe; uma terapeuta que não consegue resolver seus próprios problemas; uma dona-de-casa de classe média que desaprendeu a sonhar; uma atriz consagrada com uma carreira em declínio; e uma mulher que, sem querer, foi escolhida como mãe da filha de sua patroa, todas rodeadas de situações próprias - e nada fáceis - com seus maridos, namorados e amigos.

## Elenco
- Marília Pêra .... Magda / Magali
- Arlete Salles .... Lise
- Natália do Valle .... Dra. Paula
- Otávio Augusto ... Edmundo
- Marcos Caruso ... Adalberto
- Berta Loran .... Malka
- Lúcio Mauro .... Fernando
- Jacqueline Laurence .... Renée
- Neuza Borges ... Crioula
- Jorge Botelho ... Seu Edgar
- Stella Miranda .... Dulce
- Ingrid Guimarães .... Verley
- Alessandra Maestrini .... Ismênia
- Mary Sheyla .... Rizette
- Alexandre Slaviero ... Arnaldo
- Ana Roberta Gualda .... Melanie
- Juliana Baroni .... Vanessa
- Marcelo Adnet .... Firmino
- Flávia Guedes .... Cremilda

## Prêmios e indicações
O filme participou do Festival de Cinema Brasileiro de Miami em 2007 e recebeu três Lentes de Ouro, nas categorias de melhor filme - voto popular, melhor atriz (Marília Pêra) e melhor roteiro.